# 1946 en bande dessinée
| Années de la bande dessinée : 1943 - 1944 - 1945 - 1946 - 1947 - 1948 - 1949    |
| Décennies de la bande dessinée : 1910 - 1920 - 1930 - 1940 - 1950 - 1960 - 1970 |

Cet article présente les faits marquants de l'année 1946 en bande dessinée.

## Évènements
- 22 avril : Premier épisode de  Sazae-san par Machiko Hasegawa
- 26 septembre : Sortie à Bruxelles du premier numéro de l’hebdomadaire Le Journal de Tintin.
- Création des éditions Le Lombard à l'occasion du lancement du journal Tintin.
- Création de la série Blake et Mortimer : Le Secret de l'Espadon est publié dans le journal de Tintin à partir du 26 septembre en Belgique.
- Création de Corentin par Paul Cuvelier.
- Création de la série Durga Râni, reine des jungles dans le magazine Fillette
- Osamu Tezuka publie ses premiers mangas au Japon.
- 7 décembre : Création de Lucky Luke

## Comic Strips
| Date      | Titre           | Auteur        | Évènement | Éditeur                          |  |
| --------- | --------------- | ------------- | --------- | -------------------------------- |  |
| mars      | Male Call       | Milton Caniff | Fin       | US Army                          |  |
| mars      | Rip Kirby       | Alex Raymond  | Début     | King Features Syndicate          |  |
| juillet   | Priscilla's Pop | Al Vermeer    | Création  | Newspaper Enterprise Association |  |
| septembre | Aggie Mack      | Hal Rasmusson | Création  | Chicago Tribune Syndicate        |  |

## Nouveaux albums
Voir aussi : Albums de bande dessinée sortis en 1946

### Franco-Belge
| Sortie | Titre       | Scénariste | Dessinateur | Coloriste | Éditeur |
| ------ | ----------- | ---------- | ----------- | --------- | ------- |
| ?      | à compléter |            |             |           |         |
| ?      | …           |            |             |           |         |

## Naissances
- 1er janvier : Al Voss
- 17 janvier : François Walthéry (Natacha)
- 12 février : Ever Meulen
- 25 février : Rick Geary, auteur de comics
- 31 mars : F'murr (Le Génie des Alpages) († 10 avril 2018).
- 13 mai : Marv Wolfman, scénariste de comics
- 3 juin : Gilles Chaillet
- 12 juin : George Olshevsky, critique de comics
- 29 juin : Marc Wasterlain (Docteur Poche)
- 29 juillet : Léo Beker
- 27 août : Denis Kitchen, auteur et éditeur de comics indépendants
- 28 août : Alfonso Font, dessinateur espagnol
- 30 août : Jacques Tardi (Les Aventures extraordinaires d'Adèle Blanc-Sec)
- 18 septembre : Alexis
- 27 septembre : Matthias Schultheiss, auteur allemand
- 13 octobre : Patrice Serres
- 12 novembre : Kazuyoshi Torii
- 13 novembre : Christian Goux
- 1er décembre : Serge Le Tendre (La Quête de l'oiseau du temps)
- 24 décembre : Vittorio Giardino, auteur italien
- Naissances de Norma, Rick Parker (auteur de comics), Michel Bridenne, Michel Iturria

## Décès
- 26 mai : Joseph Medill Patterson (éditeur américain)